# شركة كينوود
شركة كينوود (بالإنجليزية: Kenwood Corporation)‏ (باليابانية:株式会社ケンウッド) هي شركة يابانية مصنعة لأجهزة هواية اللاسلكي، وكذلك المعدات السمعية المحمولة.

## وصلات خارجية
- كينوود العالمية
- كينوود أوروبا
- كينوود الولايات المتحدة.